# Sciapus pellucens
Sciapus pellucens är en tvåvingeart som först beskrevs av de Meijere 1913.  Sciapus pellucens ingår i släktet Sciapus och familjen styltflugor. Inga underarter finns listade i Catalogue of Life.